# 1809

## Esdeveniments
Països Catalans
- 2 de gener - Castelló d'Empúries (Alt Empordà)): l'exèrcit napoleònic perd quan els sometents li fan una emboscada en la batalla de Castelló d'Empúries durant la guerra del Francès.
- 25 de febrer - Valls (Alt Camp): l'exèrcit napoleònic guanya la batalla de Valls en la que resulta ferit el general suís de l'exèrcit espanyol Teodoro Reding que morirà pocs dies després.
- 5 de març - Molins de Rei (Baix Llobregat): l'exèrcit napoleònic guanya en la batalla de Molins de Rei de 1809 durant la guerra del Francès.
- 11 de maig - 12 de maig, Barcelona es fa la Conspiració de l'Ascensió per a derrotar els exèrcits de Napoleó Bonaparte.
- 3 de juny, Barcelona: després d'un procés a la Ciutadella, les forces napoleòniques executen la majoria dels implicats en la Conspiració de l'Ascensió, entre ells Aulet i Massana (guerra del Francès).
- 7 de novembre, Hostalric: Les tropes napoleòniques saquegen les cases i calen foc al poble. El castell d'Hostalric, però, resisteix
- 10 de desembre, Girona: Després d'un setge de set mesos, i l'«heroica» resistència d'Àlvarez de Castro, la ciutat es rendeix als francesos (Setge de Girona).

Resta del món
- 5 de gener - Çanakkale (Turquia): el Regne Unit de la Gran Bretanya i Irlanda signa amb l'Imperi Otomà el Tractat dels Dardanels en que el segon restaura els privilegis al primer per comerciar en el seu territori i s'aprova l'ajuda mútua contra l'exèrcit napoleònic de la Primera República Francesa.
- 16 de gener, Elviña (Província de la Corunya, Galícia): l'exèrcit britànic es retira de la península després de perdre en la batalla d'Elviña durant la guerra del Francès.
- 21-22 de maig, Imperi austríac: Batalla d'Aspern-Essling L'Arxiduc Carles Lluís d'Àustria derrota a l'exèrcit francès comandat per Napoleó Bonaparte.[1]
- 5-6 de juliol, Imperi austríac: A la batalla de Wagram l'exèrcit francès i els seus aliats saxons, bavaresos i italians derroten als austríacs.
- 12 de juliol, Imperi austríac: Armistici de Znaim, finalitzen els combats entre austríacs i francesos.
- 10 d'agost (Equador): Primera proclamació d'independència, a Quito.[2]
- 17 de setembre - Hamina (Finlàndia): Suècia i l'Imperi Rus signen el Tractat de Fredrikshamn que posa fi a la Guerra finlandesa. Suècia, en aquest cedeix els territoris que compondran el Gran Ducat de Finlàndia que passarà mans de l'Imperi Rus que va permetre que els finesos continuessin gaudint de les seves institucions i administració.
- 14 d'octubre, Palau de Schönbrunn (Viena) Imperi austríac: Tractat de Schönbrunn, fi de la Guerra de la Cinquena Coalició

- Jean-Baptiste Lamarck publica la Philosophie zoologique, obra que introdueix la teoria de la transformació de les espècies.

## Naixements
Països Catalans
- 19 de març - Sueca (la Ribera Baixa): Josep Bernat i Baldoví, escriptor valencià (m. 1864).

Resta del món
- 4 de gener - Coupvray, (França): Louis Braille, mestre, creador de l'escriptura per a cecs que duu el seu nom (m. 1852).
- 15 de gener - Besançon (França): Pierre-Joseph Proudhon, un dels pares de l'anarquisme modern (m. 1865).
- 19 de gener - Edgar Allan Poe, escriptor i poeta americà (m. 1849)
- 20 de gener - Las Bòrdas d'Arisa, Françaː Napoléon Peyrat, pastor protestant, poeta i historiador del catarisme i de la Reforma.[3]
- 3 de febrer - Hamburg, Alemanya: Felix Mendelssohn, compositor, pianista i director d'orquestra alemany (m. 1847).[4]
- 12 de febrer - Shrewsbury (Shropshire, Anglaterra): Charles Darwin, naturalista anglès, descobridor l'evolució de les espècies (m. 1882)
- 12 de febrer - Abraham Lincoln, president dels Estats Units (m. 1865)
- 9 de març - Bettino Ricasoli, primer ministre italià (m. 1880).
- 24 de març - Madrid: Mariano José de Larra, escriptor i periodista espanyol (m. 1837).
- 27 de març - París (França): Georges Eugène Haussmann, polític francès (m. 1891)[5]
- 31 de març - Sorochintsy (Poltavska –o Poltava–, Ucraïna): Nikolaj Gogol, escriptor ucraïnès en llengua russa (m. 1852)
- 21 de juny - Santiago Derqui, president de l'Argentina (m. 1867)
- 22 de juny, Londres: Mary Cowden Clarke, escriptora anglesa, autora de la Concordance to Shakespeare (m. 1898).[6]
- 29 d'agost, Hainaut: Edmund Duval, músic
- 4 de setembre - Luigi Federico Menabrea, primer ministre italià (m. 1896)
- 29 de desembre - Liverpool, Anglaterra, William Ewart Gladstone, primer ministre britànic (m. 1898)
- Slanin, Imperi Austrohongarès: Jan Urbánek, concertista de violí

## Necrològiques
Països Catalans
- 6 d'abril: Isidre Lluçà i Casanoves, a qui s'atribueix la personalitat real del Timbaler del Bruc.
- 22 de setembre, Xàtiva, la Costera: Josep Chaix Isniel, matemàtic i astrònom valencià (44 anys).[7]
- 20 d'octubre, Roma, Itàlia: Vicent Olcina i Sempere, fabulista valencià (77 anys).[8]

Resta del món
- 9 d'abril, Pontremoli, Gran Ducat de Toscana: Alessandro Malaspina, oficial de l'Armada Espanyola d'origen italià.
- 31 de maig, Viena, Imperi Austríac:Joseph Haydn, compositor (77 anys).[4]
- 8 de juny, Nova York, EUA: Thomas Paine, intel·lectual, polític, revolucionari, escriptor i inventor anglès i nord-americà (72 anys).[9]
- 7 de setembre, Maulbronn: Caroline Schelling, intel·lectual del romanticisme alemany, traductora de Shakespeare (46 anys).[10]